# Bomba rentgenowska
Bomba rentgenowska – broń wykorzystująca energię promieniowania X do niszczenia celu. 
Bomba ta, według Departamentu Obrony USA, ma posłużyć głównie do neutralizacji zagrożeń ze strony broni biologicznej i chemicznej w sposób nieprowadzący do skażenia środowiska poprzez uszkodzenie pojemników lub pocisków, z czym wiązało by się użycie broni konwencjonalnej. Zasada działania broni polegać ma na użyciu materiałów wybuchowych do skompresowania helu lub aluminium. Energia powstała w wyniku tego procesu miałaby kilkadziesiąt tysięcy razy przekraczać energie uwalnianą podczas robienia prześwietleń rentgenowskich, przez co byłaby groźna dla wszystkich organizmów znajdujących się w zasięgu jej działania. Obecnie (2018) broń ta znajduje się w fazie eksperymentalnej.